# Andorre aux Jeux olympiques d'hiver de 1992
La principauté d'Andorre participe à ses cinquièmes Jeux olympiques d'hiver depuis sa première apparition dans la compétition en 1976 à Innsbruck, en Autriche. Andorre est représentée par cinq athlètes aux Jeux olympiques d'hiver de 1992 à Albertville en France, tous participent aux compétitions de ski alpin.

## Ski alpin
Homme
| Athlète       | Épreuve      | Manche 1 | Manche 2 | Total   | Total |
| Athlète       | Épreuve      | Temps    | Temps    | Temps   | Rang  |
| ------------- | ------------ | -------- | -------- | ------- | ----- |
| Victor Gómez  | Super-G      |          |          | DSQ     | –     |
| Nahum Orobitg | Super-G      |          |          | DSQ     | –     |
| Gerard Escoda | Super-G      |          |          | DSQ     | –     |
| Ramon Rossell | Super-G      |          |          | 1:19.10 | 47    |
| Victor Gómez  | Slalom géant | 1:12.87  | DNF      | DNF     | –     |
| Ramon Rossell | Slalom géant | 1:12.28  | DNF      | DNF     | –     |
| Nahum Orobitg | Slalom géant | 1:11.37  | 1:07.93  | 2:19.30 | 38    |
| Gerard Escoda | Slalom géant | 1:10.70  | 1:07.99  | 2:18.69 | 36    |
| Ramon Rossell | Slalom       | DNF      | –        | DNF     | –     |
| Nahum Orobitg | Slalom       | DNF      | –        | DNF     | –     |
| Gerard Escoda | Slalom       | 57.35    | 57.36    | 1:54.71 | 32    |

Femme
| Athlète    | Épreuve      | Manche 1 | Manche 2 | Total   | Total |
| Athlète    | Épreuve      | Temps    | Temps    | Temps   | Rang  |
| ---------- | ------------ | -------- | -------- | ------- | ----- |
| Vicky Grau | Super-G      |          |          | 1:30.07 | 37    |
| Vicky Grau | Slalom géant | DNF      | –        | DNF     | –     |
| Vicky Grau | Slalom       | DNF      | –        | DNF     | –     |